# NORM
NORM (în engleză Naturally Occurring Radioactive Material, tradus Material radioactiv prezent în natură) este un material radioactiv ce poate fi întâlnit în natură, radioactivitatea se datorându-se conținutului ridicat de radioizotopi primordiali.
TENORM (în engleză Technologically Enriched Naturally Occurring Radioactive Material, tradus Material radioactiv prezent în natură îmbogățit tehnologic) este un caz particular de NORM: sintagma „Technologically Enriched” a fost introdusă pentru a se face distincție clară între radionuclizii ce apar în natură (într-o concentrație dată) și radionuclizii cu concentrații diferite de cele naturale, rezultate în urma activităților antropice.